# Liste der Bürgermeister von Vijfheerenlanden
Dies ist die Liste der Bürgermeister der Gemeinde Vijfheerenlanden in der niederländischen Provinz Utrecht seit ihrer Gründung am 1. Januar 2019.
| Bürgermeister  | Bürgermeister     | Partei | Partei    | Amtszeit | Anmerkungen   |
| -------------- | ----------------- | ------ | --------- | -------- | ------------- |
|                | Jan Pieter Lokker |        | CDA       | 2019     | kommissarisch |
| Sjors Fröhlich | Sjors Fröhlich    |        | parteilos | 2019–    | [ 2 ]         |